# Григорије Просветитељ
Свети Григорије Просветитељ (јерм. Գրիգոր Լուսաւորի, грч. Γρηγοριος Φωστηρ; око 252 — 326) био је православни јерменски светитељ и просветитељ.

## Биографија
Рођен је у богатој породици. Био је у сродству са персијским царом Артабаном и његовим братом јерменским царем Курсаром. Након њиховог убиства Григорије је живео у Кесарији Кападокијској. Тамо је примио хришћанство и крстио се. Оженио се и имао два сина, Ортана и Аростана, који су такође били посвећени цркви. Ортан је постао свештеник, а Аростан се замонашио.
Након смрти супруге Григорије се замонашио. Пошто је одбио наредбу цара Тиридата III да принесе жртве идолима и богињи Артемиди утамничен је и стављен на тешке муке. Све муке је издржао стојички и када је након више година тамновања изашао, био је дочекан са великим поштовањем. Касније је изабран за епископа.
Као први епископ Јерменије крстио је јерменског цара, војводе, сву војску, и сав јерменски народ. Рукоположио је многе свештенике, оснивао школе и постављао у њима учитеље. Осим Јермена крстио је и бројне Персијанце, Асирце и Миђане. Подигао је многе цркве и манастире.
Пред крај живота, повукао се у пустињу, где је живео испоснички. На месту епископа наследио га је син му Аростан. Као епсикоп јерменски Аростан је учествовао на Васељенском сабору у Никеји.
Православна црква прославља Светог Григорија 30. септембра по јулијанском календару.
Њему је посвећена Саборна црква Светог Григорија Просветитеља у Јеревану, где му се налазе мошти.